# ديكومارول
ديكومارول (بالإنجليزية ( Dicumarol (USANأو (  Dicoumarol (INN
هو مضاد تخثر طبيعي يقوم باستنفاذ مدخرات الفيتامين ك، كما يتم استخدامه في تجارب الكيمياء الحيوية كمثبط للإنزيمات المسرعة للإرجاع.
الديكومارول مركب كيميائي طبيعي ذو أصل نباتي وفطري،وهو مشتق من مادة مرة الطعم حلوة الرائحة تصنعها النباتات تدعى الكومارين ، وهذه المادة لا تؤثر في عملية التخثر لكنها تتحول في الطعام المتعفن أو المخزّن بواسطة عدد من أصناف الفطريات إلى ديكومارول فعال، والديكومارول يؤثر في التخثر ، وقد تم اكتشاف أنه في تبن النفل الحلو الرطب المتعفن يكون المسببّ لأمراض النزف التي تحدث طبيعيا لدى الماشية.
يعطى الديكومارول فموياً ، ويكون تأثيره بعد يومين.